# Crioll de Maio
El Crioll de Maio és un dialecte del crioll capverdià, que pertany al grup dels criolls de Sotavento, parlat principalment a l'illa de Maio.
S'estima que és parlat per l'1,36% de la població de Cap Verd, però aquest número podria ser lleugerament més gran a causa de l'emigració interna a les illes, i encara més si hi afegim els parlants a comunitats d'emigrants a l'estranger.

## Característiques
Més enllà de les característiques generals dels criolls de Sotavento el crioll de Maio té les següents característiques:
- L'aspecte progressiu del present és format col·locant stâ abans dels verbs: stâ + V.
- Les vocals àtones finals /i/ i /u/ desapareixen freqüentement. Ex.: cumádr’ en comptes de cumádri «comadre», vilúd’ en comptes de vilúdu «veludo», bunít’ en comptes de bunítu «bonito», cantád’ en comptes de cantádu «cantado».
- El so /ʤ/ (derivat del portuguès antic escrit j a l'inici de paraulra) està parcialment representat per /ʒ/. Ex. jantâ en comptes de djantâ «jantar», jôg’ en comptes de djôgu «jogo», però djâ «já», Djõ «João» manté el so /ʤ/.